# Soerendonk
Soerendonk (Noord-Brabant: Zurrik) is een dorp in de gemeente Cranendonck in de Nederlandse provincie Noord-Brabant. Vanaf 1819 hoorde Soerendonk bij de gemeente Soerendonk en Sterksel, die in 1925 geannexeerd werd door het naburige Maarheeze. Sinds 1997 hoort het geheel bij de gemeente Cranendonck, een gemeente die ontstaan is door de samenvoeging van de gemeenten Budel en Maarheeze. Tijdens carnaval heet het dorp Roesdonk.

## Bezienswaardigheden
- Kasteel Cranendonck. Dit tussen Maarheeze en Soerendonk gelegen kasteel van de heren van Cranendonck stamt uit omstreeks 1250. De mogelijke bouwer is ene Engelbert van Horne, die tot een zijtak van het geslacht Van Horne behoort. In 1673 werd het door de Fransen grotendeels verwoest. Het goed kwam na verkoop, vererving en huwelijk van Willem van Oranje met Anna van Buren aan het Huis van Oranje. In 1820 werden veel van de kroondomeinen verkocht en kwam Cranendonck in particuliere handen. In 1899 werd de voormalige hoeve bij het kasteel gesloopt en op de fundamenten verrees een villa die in 1938 door de gemeente Maarheeze werd gekocht. Van 1940 tot 1996 was de villa in gebruik als gemeentehuis van de gemeente Maarheeze. De tuin met klassieke boomgaard is vrij toegankelijk. In 2009 zijn de contouren van de fundamenten van het middeleeuwse kasteel bovengronds zichtbaar gemaakt.
- De Sint-Johannes Onthoofdingkerk. Dit is een waterstaatskerk uit 1838 in neoclassicistische stijl, met een neoromaanse toevoeging uit 1932. Architect was J. van de Rijt uit Princenhage.
- Langgevelboerderijen, waaronder een uit 1789.
- Verzetsmonument. Dit is opgericht uit dankbaarheid voor de opvang in Soerendonk van gerepatrieerden en geëvacueerden. Het monument werd eerder geplaatst in 1945, doch is in 1967 verwijderd bij ruilverkavelingswerkzaamheden, waarna het is zoekgeraakt. Het monument werd opnieuw geplaatst en onthuld op 5 mei 1985. Het is ontworpen door Janus Compen.

## Natuur en landschap

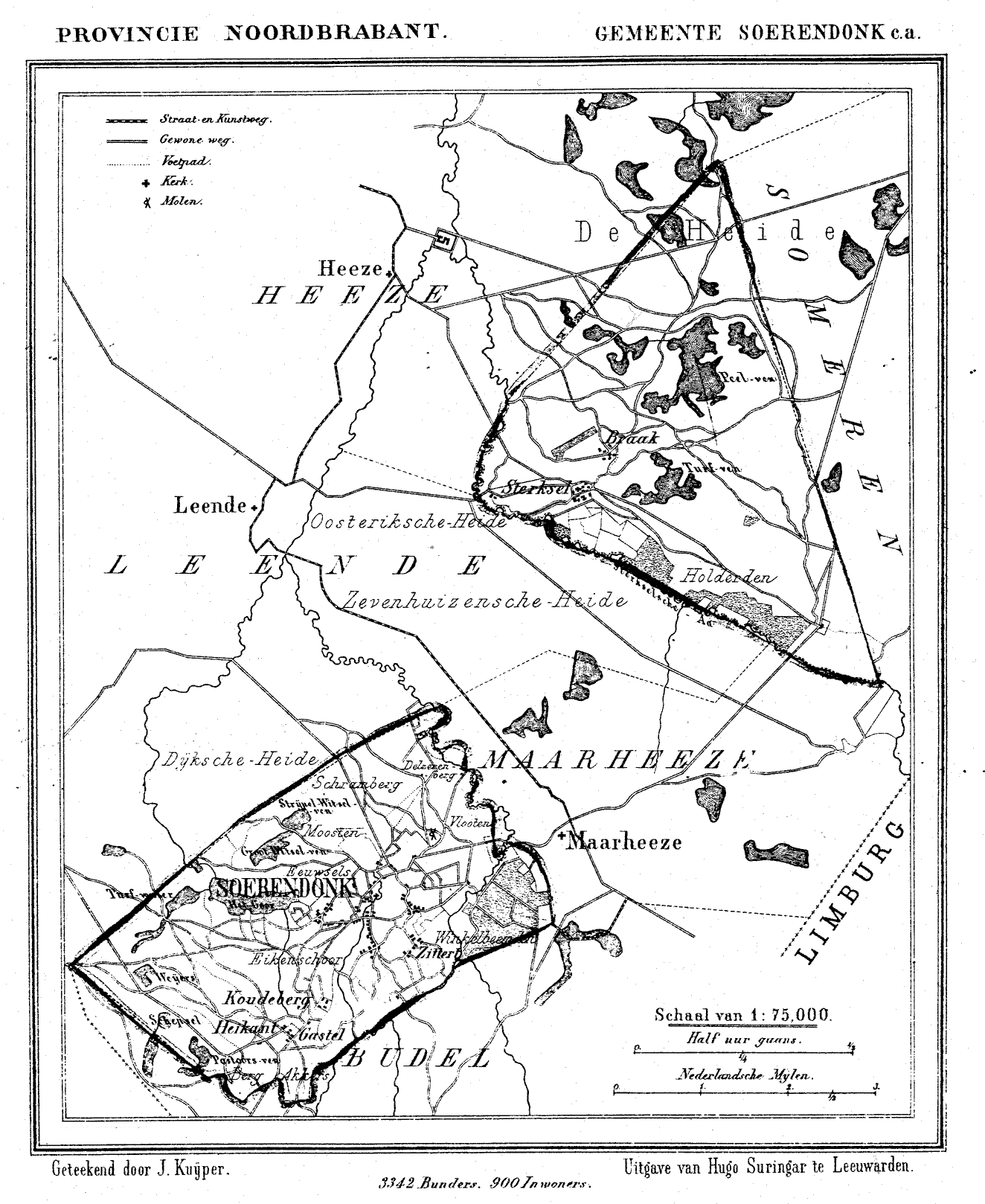
Gemeente Soerendonk, Sterksel en Gastel (1867)

Soerendonk kent talrijke natuurgebieden:
- Het Cranendonckse bos is een kleinschalig landschap met vochtig bos, dat overgaat in het dal van de Buulder Aa. Hierin ligt ook de villa Cranendonck.
- Het Goor, ten westen van Soerendonk is een deels moerassig natuurgebied dat wordt doorstroomd door de Naaste Loop, die stroomafwaarts overgaat in de Strijper Aa. Het Goor sluit aan bij de Groote Heide.
- De Heide is een droog natuurgebied ten noorden van Soerendonk. Hier vindt men naaldbos en een heidegebied. Naar het oosten toe gaat het terrein over in het dal van de Buulder Aa, waarin een aantal interessante weitjes liggen. Ten noorden van dit gebied ligt een kampeerterrein.

## Geboren te Soerendonk
- Peter van den Hurk (1983), diskjockey
- Toine van Mierlo (1957), oud-profvoetballer PSV, Willem II, Birmingham City, RWDM, MVV, AA Gent, RC Harelbeke, VVV en het Nederlands elftal

## Nabijgelegen kernen
Maarheeze, Leenderstrijp, Gastel, Budel.